# 崔智娜
崔智娜（韓語：최지나，1975年5月17日—），韓國女演員。1995年通過MBC第24期公开招募演员而入行，參演過《玫瑰色人生》、《幸福的女人》、《松藥店的兒子們》等劇。2008年7月19日與年長7歲的企業家柳英根舉行結婚典禮。

## 演出作品

### 電視劇
- 2001年：KBS《東洋劇場》
- 2002年：MBC《田园日记》
- 2005年：KBS《危险的爱》
- 2005年：KBS《玫瑰色人生》飾演 洪薔薇
- 2007年：SBS《起飛》
- 2007年：KBS《幸福的女人》飾演 文善瑛
- 2008年：SBS《幸福》飾演 河京
- 2008年：MBC《前妻住在隔壁》
- 2009年：KBS《男人的故事》飾演 神殿女主人
- 2009年：KBS《松藥店的兒子們》飾演 金慧琳
- 2009年：SBS《天使的誘惑》飾演 鄭尚亞
- 2010年：KBS《近肖古王》
- 2011年：JTBC《仁粹大妃》飾演 惠嬪楊氏
- 2012年：MBC《不能沒有你的生活》飾演 玄書
- 2013年：MBC《火之女神井兒》飾演 井兒母
- 2013年：SBS《欲戴王冠，必承其重－繼承者們》飾演 劉景蘭（英道的母親）
- 2014年：SBS《無盡的愛》飾演 陳洋子
- 2014年：KBS《朝鮮槍手》飾演 允江母
- 2014年：KBS《一片丹心蒲公英》飾演 尹正心
- 2015年：KBS《生意之神－客主2015》飾演 明成皇后
- 2016年：tvN《打架吧鬼神》飾演 賢智母親
- 2016年：KBS《月桂樹西裝店的紳士們》飾演 吳英恩
- 2017年：MBC《君主－假面的主人》飾演 楹嬪李氏
- 2018年：MBC《偉大的誘惑者》飾演 白詩妍（客串）
- 2018年：MBN《Rich Man》飾演 鄭英淑
- 2018年：tvN《百日的郎君》飾演 李律母親（特別演出）

### 電影
- 1999年：《學校傳說》饰演 郑裕美
- 2004年：《調戲》饰演 顺英
- 2005年：《血之泪》饰演 满信
- 2007年：《黃真伊》饰演 贤金（客串）
- 2009年：《总统早上好》饰演 华尔兹老师